# Gus Puopolo
Gus Puopolo (eigentlich Agostino Puopolo; * 18. August 1948) ist ein ehemaliger australischer Hammerwerfer.
1978 wurde er Achter bei den Commonwealth Games in Edmonton, 1981 Neunter beim Leichtathletik-Weltcup in Rom und 1982 Achter bei den Commonwealth Games in Brisbane.
Von 1974 bis 1979 wurde er sechsmal in Folge Australischer Meister. Seine persönliche Bestleistung von 65,16 m stellte er am 6. März 1982 in Melbourne auf.